# 海信集团

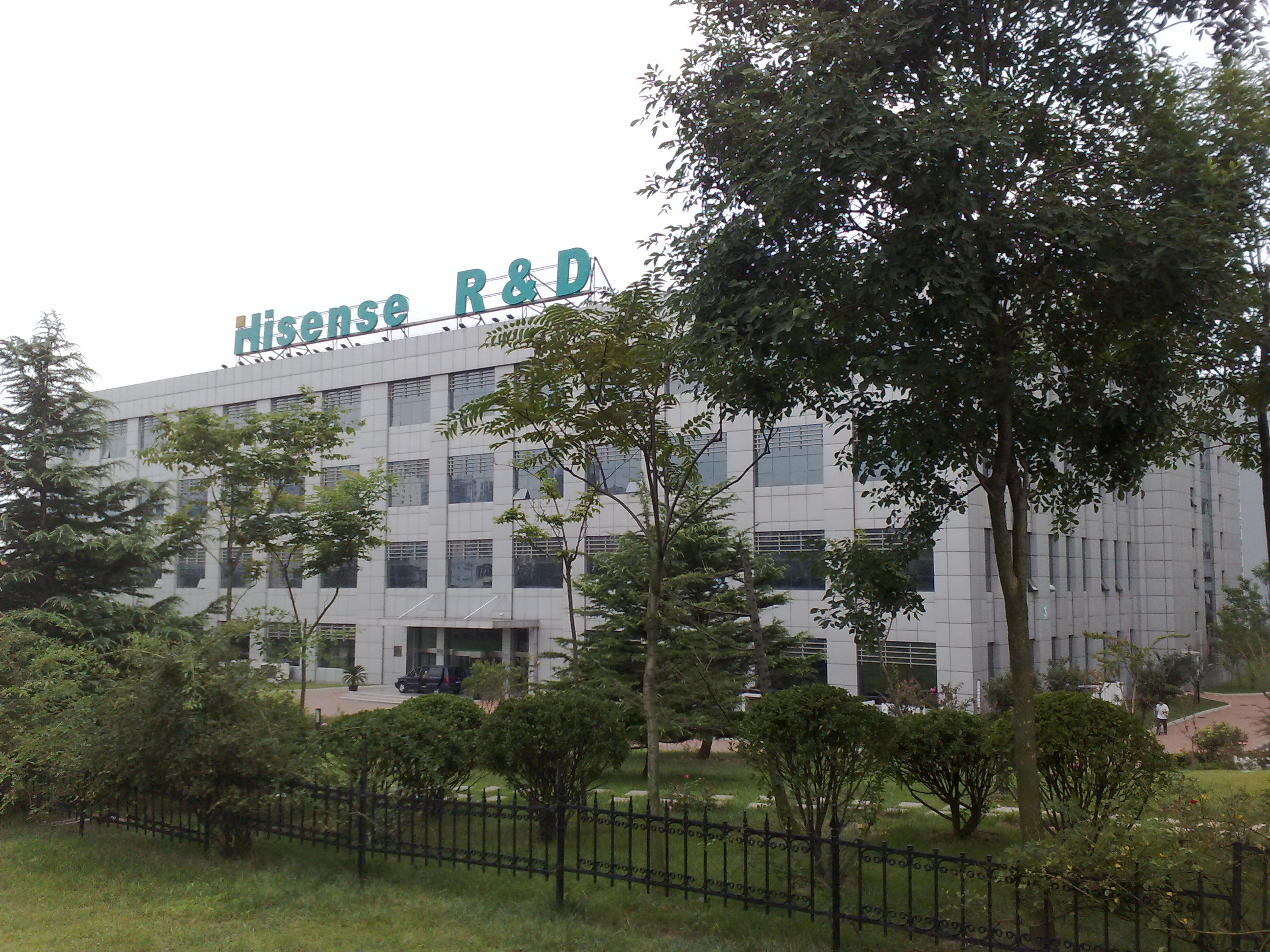
海信集团研发中心

海信集团是中國一家成立于1969年的综合企业集团公司，海信拥有海信视像（上交所：600060）和海信家电（港交所：921、深交所：000921）两家上市公司，并持有海信（Hisense）、科龙（Kelon）和容声（Ronshen）三个品牌。覆盖家电、通讯、信息、房地产、商业、生醫器材、互动娱乐等家用、企業商務用、醫療用产品。
目前，海信在南非、匈牙利、法国等拥有生产基地，在美国（北美總部位於亞特蘭大）、欧洲（歐洲總部位於杜塞爾多夫）、澳洲和新西蘭（南半球總部位於墨爾本）、日本（總部位於東京）等地设有销售机构，产品远销欧洲、美洲、大洋洲、非洲、东南亚等100多个国家和地区。海信集团两上市子公司的主要股东曾长期为青岛市国资委，2020年底所有制改革后海信被取消国资控股公司身份。

## 历史
海信集团有限公司（简称海信集团）前身是创始于1969年的青岛无线电二厂，位于广西路22号，时有职工10余人，固定资产10.7万元，生产半导体收音机。
1970年4月，超外差式“红灯牌”501型晶体管台式收音机研制成功，8月，研制出山东省第一台电子管式14英寸电视机，填补了山东省的空白。1978年9月，首台CJD18型彩色电视机出产。
1979年2月，以青岛无线电二厂为主体，与青岛市电子元件八厂、青岛市市南区纸箱厂、青岛市重工具厂联合组建青岛电视机总厂，并被国家确定为电视机定点生产厂。1982年，完成了由广西路22号到江西路11号的搬迁。1985年，电子元件八厂、市南纸箱厂、重工具厂相继划出，青岛电视机总厂更名为青岛电视机厂。同年4月，企业实现了第一次腾飞。主要技术经济指标列全省电子业、全国电视业第一位。
1992年，年仅35岁的周厚健执掌帅印，出任厂长，青岛电视机厂进入快速发展壮大时期。1993年2月，主要产品品牌“青岛牌”正式更名为“海信”，并将“海纳百川、信诚无限”确立为企业与品牌的内涵，同年3月，新商标正式注册。是年，青岛电视机厂投资2000万元，引进美国NCR技术，生产商用收款机，成为中国最大的收款机生产厂家。1993年5月，成立中美合资青岛AT&T通讯设备服务有限公司（现为海信通信），生产5ESS-2000系列的数字程控交换机产品。自此，海信正式涉足通信技术领域，开始布局3C产业。
1994年，青岛电视机厂更名为青岛海信电器公司，并成立海信集团公司。1995年7月，研究所升级为技术研究中心，并成为国家级技术研究中心。
1996年，以四川长虹电器为首的数个中国电视机厂家大幅下调价格，引发行业价格战，很多地方性生产商陷入危机。海信反其道而行之，宣布不降价保证质量，之后成功度过难关并发展壮大。同年，海信实业、海信房地产成立，海信产业结构开始多元化；南非海信成立，海信跨出国际化第一步。
1997年4月，海信电器（现海信视像）上市，给海信带来了新的发展机遇。同年海信变频空调上市，被中国消费者协会授予行业唯一“零投诉”空调品牌。
1998年，海信名列中国电子百强企业中第七位，1999年2月，获得中国驰名商标。
2000年4月18日，海信新的VI启用，“国际化、科技感、亲和力”海信赋予了自己新的内涵。
2000年9月，海信与日立製作所签定CDMA项目合作协议，联袂进军第三代数字移动通讯领域。
2001年4月，海信电视、空调、计算机成为免检产品，荣获免检证书。2001年9月，海信电视荣获“国家质量奖”，海信电视、空调、计算机成为首届中国名牌。海信大厦、海信信息产业园建成，海信经营环境发生了质的变化，海信获得了空前的发展。
2002年，海信集团总部搬迁至青岛市东海西路17号。同年4月25日，第180万套海信变频空调下线；5月，海信通过控股北京雪花冰箱公司建立完备的冰箱生产基地，海信电视、空调、手机、冰箱首批通过“CCC”权威认证。
2002年8月15日，海信“三园一厦”大工业格局全面形成。
2005年3月6日，海信集团公司与德国博世－西门子家用电器集团（博西家电）在京正式签订协议并发表联合声明，双方历时六年的商标争议终于划上一个圆满的句号：HiSense回到海信。
2005年10月底，周厚健董事长荣获首届“中国杰出质量人”称号。
2006年10月18日，全球首款超薄双网双待手机D806在海信研制成功。
2008年，取得澳大利亚网球公开赛主场馆之一的墨尔本综合体育馆冠名权，命名为海信体育馆。
2011年8月16日，海信集团在北京宣布，推出全球第一款个人智能电视——I’TV（我的个人电视）；这是一款植入了“电视芯”的平板电脑，可以使使用者自由地移动观看电视。
2011年9月，子公司广东海信电子有限公司落戶粤港澳大灣區江门市蓬江區。又称为海信二厂房。
2013年，海信在SINO CES上，展出了業內首創的無屏電視（透明3D電視）概念產品。
海信集团在消费类电子产品的基础上急速扩张，立志于在家用电器、电脑、通信等方面成为地区性的领导者。这个策略促使海信布局研发中心和工业园区，投入大量资金。
2015年7月，海信以2370万美元购入夏普在墨西哥的电视工厂，并可以在南北美使用夏普品牌到2020年12月31日。但在2016年鴻海入主夏普之後，夏普改變經營方針決定擴大電視銷售，試圖與海信談判收回美洲之品牌授權，但遭到海信拒絕；2017年4月夏普單方面通告終止品牌授權，並於6月提起訴訟試圖收回授權，同時決定創設新品牌及商標重新進入美洲電視市場。
2018年2月23日，夏普撤訴海信，並終於和海信達成共識奪回商標權。
2016年法國歐洲國家盃(UEFA EURO)全球贊助商之一。
2017年4月6日，國際足聯和海信集團在北京共同宣佈，海信集團將斥資近1億美元，成為2018年俄羅斯世界盃官方贊助商。

2017年11月14日海信集團斥資129億日圓（折合6.6億港元，28.4億新台幣，6.2億人民幣），收購東芝電視機事業子公司「東芝映像解決方案」（Toshiba Visual Solutions Corporation，簡稱TVS）的95%股權。
海信電器將享有東芝電視產品、品牌、運營服務等業務，同時取得東芝電視全球40年品牌授權，在2018年2月底前完成交割。2021年3月1日，東芝映像解決方案易名為TVS REGZA。

## 产品

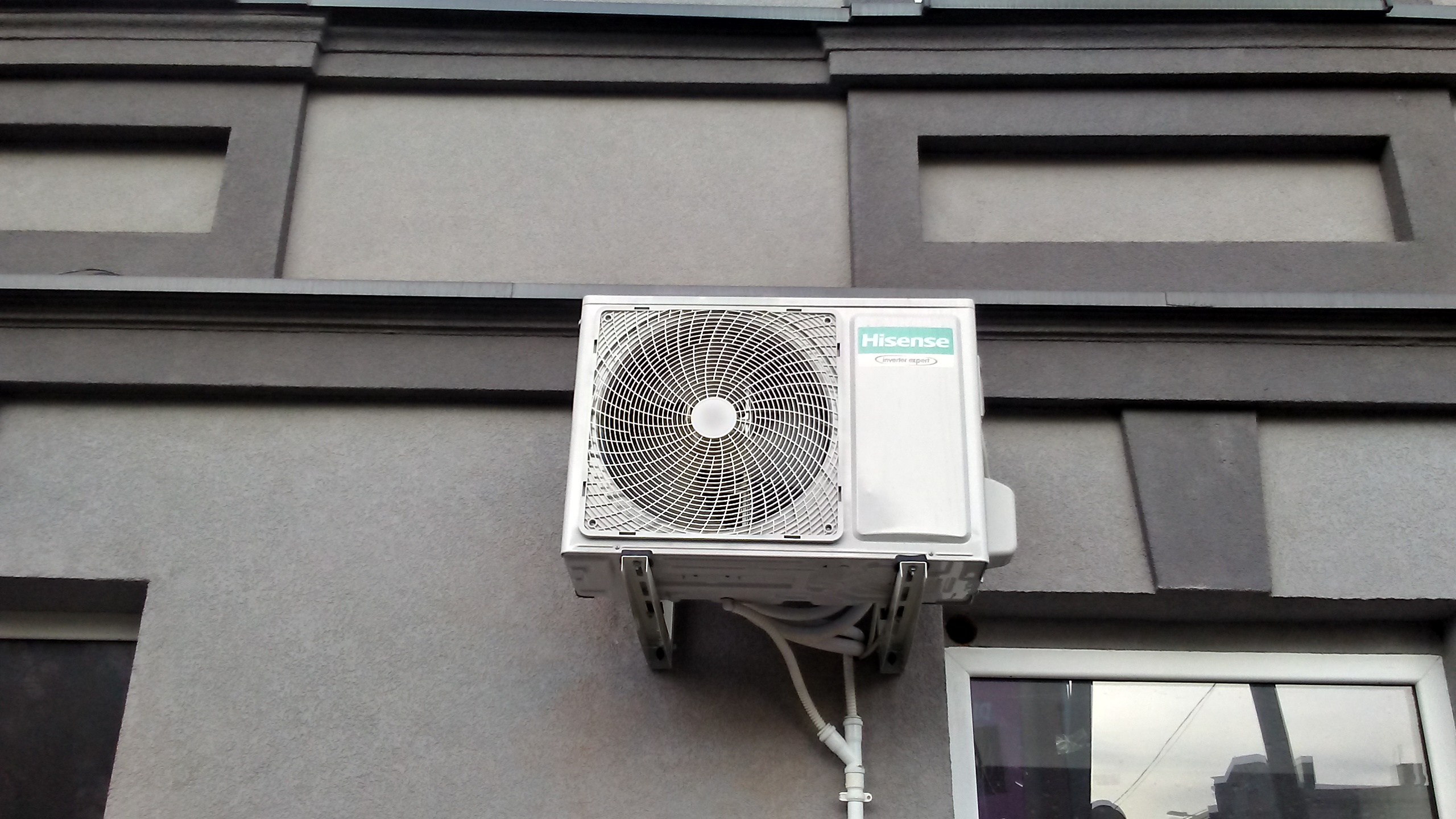
在波兰的海信空调

2012年，海信液晶電視銷量佔有率為16.35%，連續第九年中國銷量第一；海信、容聲兩大品牌冰箱累積零售量佔有率為17.1%，中國銷量第二。除此之外，海信智能交通簽單額為中國銷量第一；海信光通信產業接入網光模塊中國佔有率突破50%，國際佔有率近30%，全球第一。
2015年1月6日，在美國拉斯維加斯開幕的CES（國際電子消費展）上，海信（Hisense）推出名為“ Vidaa Max”的激光影院，在18英寸距離下能夠投影出100英寸的屏幕。
2016年1月6日,在美國拉斯維加斯開幕的CES（國際電子消費展）上，海信首次發佈8K ULED電視MU9800U以及ULED 3.0技術全系新產品，包括量子點曲面電視K7100UC、超薄曲面MU8600U，和超薄平面MU7000 
2017年1月6日，在美國拉斯維加斯開幕的CES（國際電子消費展）上，海信發佈100英吋 4K HDR 雙色激光電視

2017年6月7日，海信雙屏手機A2在上海新國際博覽中心舉辦的亞洲消费電子展（CES Aisa 2017）亮相

## 科研成果
- 视频处理芯片设计技术
- 液晶模组
- 数字家庭系统
- 变频技术
- 移动终端设计技术
- 智能交通
- 快速热循环注塑成型技术